# موش‌صاریغ پشمالوی شکم‌سفید
موش‌صاریغ پشمالوی شکم‌سفید (نام علمی: Marmosa constantiae) نام یک گونه از سرده موش‌صاریغ‌ها است.